# ميناء غزة

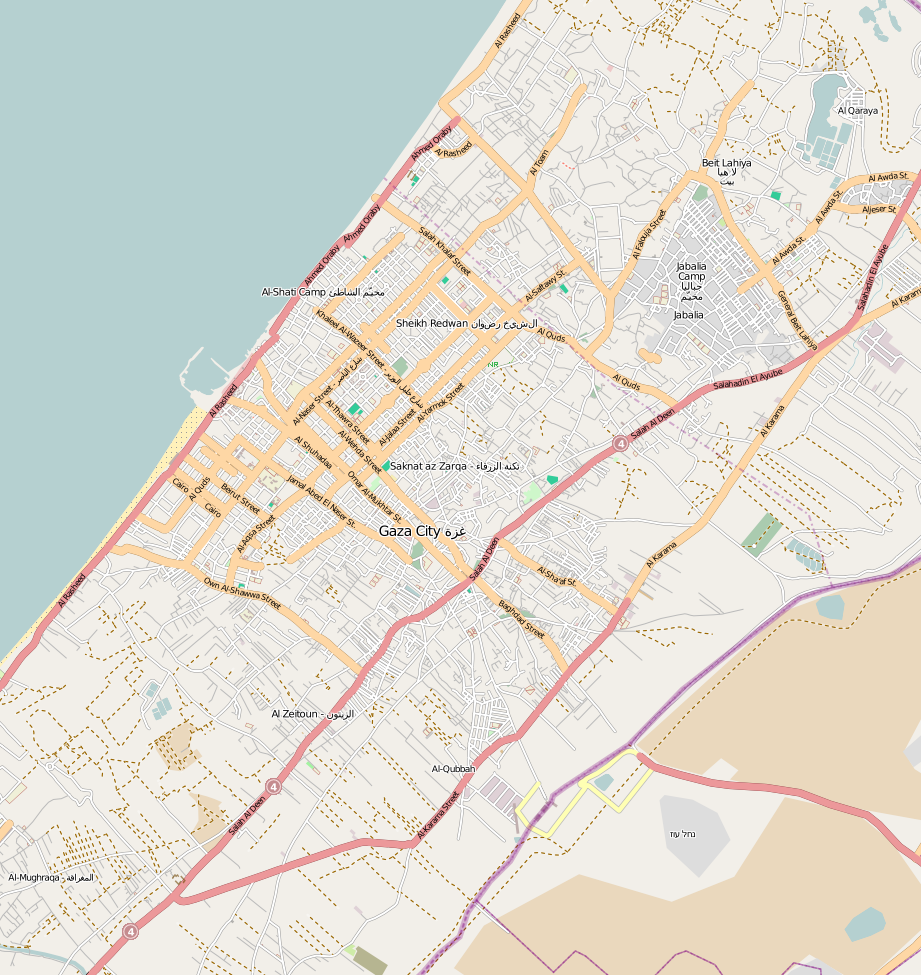
موقع الميناء على ساحل مدينة غزة على البحر المتوسط.

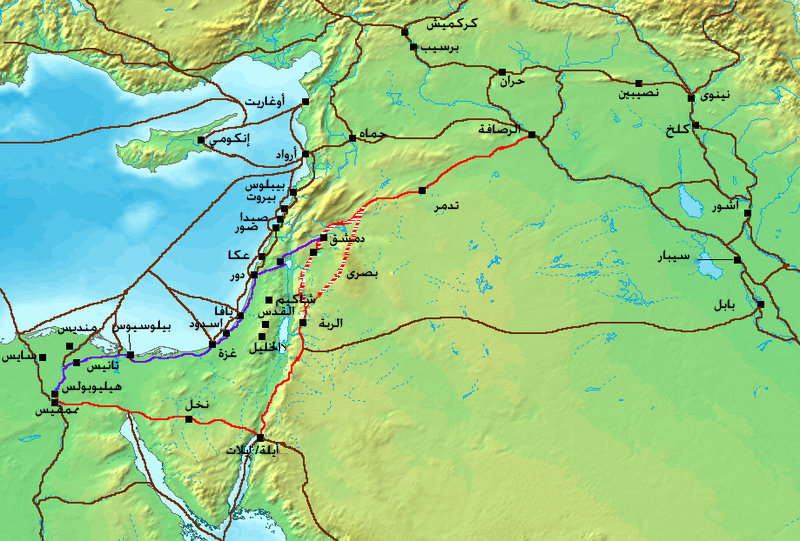
كان ميناء غزة يتخذ مكانا محوريا في طرق القوافل التجارية في العالم القديم.

ميناء غزة هو أحد أهم موانئ فلسطين. يقع شمال قطاع غزة، على الساحل الشرقي للبحر المتوسط. وقد ذُكر في عدة نصوص تاريخية قديمة. ويبلغ عمقه قرابة 970 متراً، ومساحته 48,000 متراً مربعاً. وقد عملت إسرائيل بعد احتلالها لغزة في النكسة عام 1967، على منع الصيادين فيه من تجاوز 6 أميال عن الشاطئ.

## تاريخ
كان ميناء غزة يتخذ مكاناً محورياً في طرق القوافل التجارية في العالم القديم. وقد تم في عام 2011 اكتشاف مجموعة من الأعمدة والتيجان الرخامية الأثرية في ميناء غزة تعود للعام 335م. ويبلغ طول الأعمدة ما بين ثلاثة إلى أربعة أمتار، ويعتقد أن الأعمدة المكتشفة يعود تاريخها إلى الفترة الرومانية زمن الإمبراطور قسطنطين الذي اعترف بالديانة المسيحية وأطلق على هذه المنطقة اسم قسطنطيا أو ميوماس. وعُرف أن ميناء ميوماس كان من أهم الموانئ خلال الفترة الرومانية. ويمتد طول الأعمدة إلى 700م من الشمال إلى الجنوب على طول امتداد الساحل وعرضها من الشرق حتى ساحل البحر يصل إلى 500م وتمد تحت سطح البحر مسافة لا تقل عن 400م.

## الميناء حديثا

أما الميناء الآن فأصبح أهم بوابة لغزة بعد معبر رفح البري وذلك خلال الحصار الإسرائيلي على قطاع غزة. حيث أصبح الطريق الوحيد لكسر الحصار من خلال القوافل المتضامنة مع القطاع. ومن الأمثلة على هذه القوافل (أميال من الابتسامات)(أسطول الحرية)
قبيل الحرب العمالية الأولى كان ميناء غزة ميناءا نشطا حتى عام 2006 حين انتخت حماس. فقد فرضت إسرائيل حصار بحري عليه واحكمت عليه الحصار في 2007 بعد تولي حماس السلطة كاملة في غزة. تم احباط محاولات كثيرة هدفت إلى رفع هذا الحصار، فقد منعت السفن من الرسو عليه عدا عن سفينتين كان تحمل ناشطين وبعض المعونات.
على الرغم من ان الميناء ما زال تحت إدارة القوات الشرطة البحرية الفلسطينية، الا ان الحصار البحري ما زال قائما.
كما ذكر المرصد الأورمتوسطي لحقوق الإنسان ان يعاني الالاف من الفلسطينيين من حصار واغلاق شديدين منذ سبع سنوات منعهم من السفر والحصول على احتياجاتهم الاساسية. وقد صرح المفوض السامي لحقوق الإنسان في الامم المتحدة نافينثم بيلاي، ان هذا الحصار هو انتهاك لحقوق الإنسان والقوانين الإنسانية. كما ان دليل سان ريمو بشأن القانون الدولي المطبق في النزاعات المسلحة في البحار يقر بانه إذا لم تصلهم الاحتياجات الرئيسية اللازمة لاستمرار حياتهم فانه يجب على الطرف الذي يقوم بالحصار ان يزودهم بهذه الاحتياجات تبعا ل:
أ-يكون للطرف الذي يفرض الحصار الحق في وضع الشروط التقنية لتصريح المرور بما في ذلك التفتيش.
ب-يكون توزيع هذه الامدادات تحت اشراف محلي لقوة حامية أو منظمة انسانية تضمن عدم التحيز مثل منظمة الصليب الاحمر.
يحق للمقاتلين كما يحق للمدنيين الحصول على الامدادات الطبية وفقا لوقد أشارت لجنة الامم المتحدة لتقصي الحقائق في نزاع غزة في تقرير جولدستون ان الطرف الذي يفرض الحصار يحرم الفلسطينيين من حريتهم في التنقل والعمل والسكن وحتى حقهم في المياه. وتطالب كل من مصر وإسرائيل بفتح معابرها لتسهيل القيود على الفلسطينيين.
ويعتبر فتح ميناء غزة حل مهم ومهمل لهذه الازمة مما سيعطي للفلسطينيين نوعا من الحرية والذي بدوره سيعطيهم بعضا من كرامتهم المفقودة.